# Plogg
Dans un réseau domotique, un « plogg » est un petit appareil électronique pouvant être inséré entre une prise électrique (murale ou autre) et le cordon d’alimentation d'un appareil électrique. Ce plogg peut éventuellement contrôler l'appareil (marche/arrêt ou régulateur)
Les ploggs enregistrent la consommation électrique des appareils situés en aval du fil, pour la transmettre (généralement par un signal radio de pilotage d'interfaces (ex : middleware Hydra) à un ordinateur sur lequel un logiciel adapté (ex : « Plogg manager » ) peut alors présenter des états ou des statistiques de consommations électriques réelles, pour chaque appareil d'une maison, d'un bureau, d'un bateau, etc.
En 2009, l'Institut Fraunhofer a développé une application permettant d'utiliser un téléphone mobile en guise de terminal et plate-forme de contrôle des appareils d'un réseau. Via la fonction appareil photo de son téléphone, un usager peut cibler un appareil (dont des photos ont été antérieurement envoyées à une base de données) et afficher sur l'écran de ce téléphone la consommation de cet appareil, en temps quasi-réel.

## Étymologie
Le mot plogg est dérivé des deux mots anglais power (énergie) et log (enregistrer).

## Utilité
Ils peuvent permettre aux usagers de mieux connaître et ainsi réduire ou équilibrer leurs consommations électriques.